# 內德科格爾山

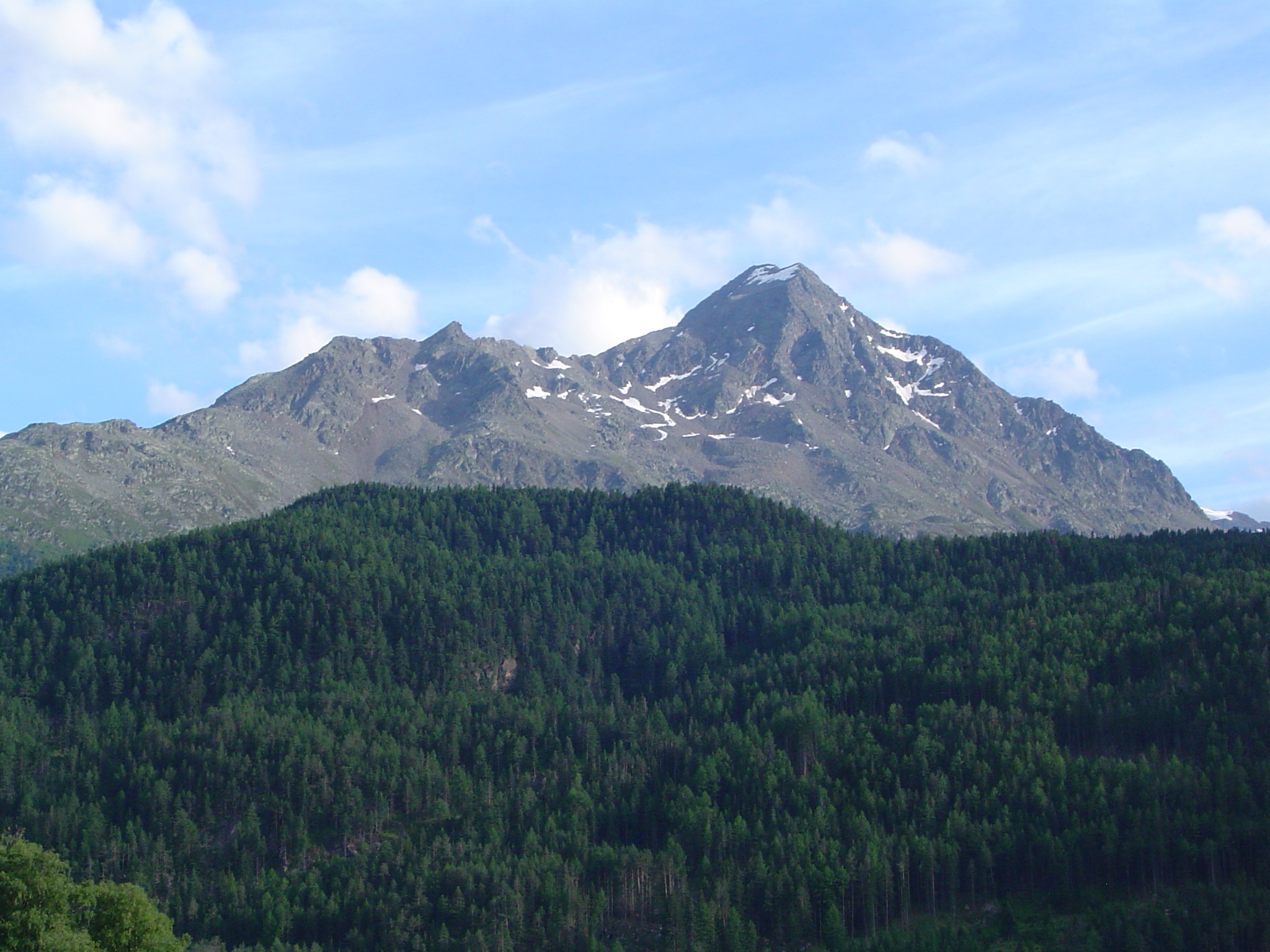

內德科格爾山（德語：Nederkogel），是奧地利的山峰，位於該國西部，由蒂羅爾州負責管轄，屬於奧茨塔爾阿爾卑斯山脈的一部分，海拔高度3,163米，每年平均降雨量1,426毫米。